# Camera Mainichi
Camera Mainichi (カメラ毎日?, Kamera mainichi) è stata una rivista giapponese di fotografia pubblicata mensilmente dal giugno 1954 all'aprile 1985.  Camera Mainichi era una testata dell'editore Mainichi Press. Robert Capa offrì il suo aiuto durante il periodo di ideazione e lancio della rivista.
Come spesso avviene per i magazine fotografici rivolti al grande pubblico, molta parte della rivista era occupata da notizie e recensioni di macchine fotografiche, lenti e altro equipaggiamento fotografico. Nonostante questo, fin dai primi numeri, si è sempre trovato spazio per parlare di fotografi meno conosciuti e forme fotografiche anticonvenzionali. L'attenzione per la fotografia di proposta è stata particolarmente tangibile durante gli anni che vanno dal 1963 al 1978, quando a dirigere la rivista era Shōji Yamagishi. In quel periodo Camera Mainichi era molto più intraprendente e innovativa rispetto alle sue dirette rivali,Asahi Camera e Nippon Camera (che comunque le sopravvissero). Dopo la fine della direzione Yamagishi trovarono più spazio la moda e la fotografia erotica.
La redazione diCamera Mainichi aveva sede a Tokyo. L'ultimo editore della rivista è stato Kazuo Nishii.
Sulla rivista venivano pubblicate le opere selezionate per due premi fotografici sponsorizzati da Mainichi Shinbun-sha: il Mainichi photography award (1955–58) e il Domon Ken Award (a partire dal 1982).
Sebbene mainichi significhi letteralmente "quotidiano, la rivista deve il suo nome all'editore, Mainichi Shinbun-sha (più conosciuto per il giornale quotidiano Mainichi Shinbun).

## La mancata collaborazione con Robert Capa
Robert Capa aveva già avuto contatti con Mainichi Press, avendo già lavorato come free lance da Parigi nel periodo 1935-36. A Capa per il lancio della rivista venne offerta una collaborazione allettante: stipendio, libertà totale di scegliere l'argomento, macchine fotografiche e pellicole a disposizione (purché di fabbricazione giapponese). Il contratto era già firmato quando Life lo chiamò per coprire la guerra d'Indocina. Venne così trovata una soluzione di compromesso: Capa avrebbe finito il suo progetto al ritorno dall'Indocina. Questo però purtroppo non avvenne: Capa morì a Thai Binh il 25 maggio 1954. 